# Marcos Figueroa Medina
Marcos Jose Figueroa Medina (nacido en Pariaguán, Estado Anzoátegui) es un Ingeniero Industrial venezolano de profesión, Comunicador Social y ejerce el cargo de Diputado en la Asamblea Nacional desde el 5 de enero de 2011.
Condujo desde el año 2000 hasta 2009 un programa de radio y tv llamado "Gente en el Aire", que podía ser escuchado en las principales ciudades del estado oriental, y que tenía como objetivo difundir mensajes de la audiencia a través de llamadas telefónicas en vivo. Posteriormente condujo otro programa llamado "La Tropa" con la misma tónica del anterior hasta ser electo Diputado en 2010.

## Carrera política
El 18 de mayo de 2008 Figueroa decidió “generar un cambio y aportar soluciones concretas para el Municipio Juan Antonio Sotillo", una de las principales localidades de Estado Anzoátegui, y anuncia su candidatura a la alcaldía, cuya escogencia se realizara el 23 de noviembre en las Elecciones regionales de Venezuela de 2008.
Marcos Figueroa lanza su aspiración con un movimiento denominado "Dale Dale", como un candidato de oposición no vinculada a los partidos ya constituidos, pero varios de estos igualmente lo apoyaron: Primero Justicia, Por la Democracia Social (Podemos) y los más antiguos Acción Democrática y Copei, entre otros.
Luego del proceso electoral Figueroa obtuvo 41.255 votos (46%), por debajo del ganador Stalin Fuentes, del Partido Socialista Unido de Venezuela, que obtuvo 52%.
En las elecciones parlamentarias del 26 de septiembre de 2010, Marcos Figueroa obtiene un curul en la Asamblea Nacional, consiguiendo un resultado muy elevado sobre su adversario Nelson Moreno. 
Figueroa ganó con un 60,9% de la votación, ganando en los municipios Urbaneja, Sotillo y Guanta con una mayoría de votos altamente favorable.
En las últimas elecciones nacionales municipales realizadas el domingo 8 de diciembre de 2013 fue postulado por la MUD como candidato a alcalde del Municipio Sotillo, perdiendo con el 48,33% de los votos.
o